# سان بنديتو في بريليس
سان بنديتو في بريليس (بالإيطالية: San Benedetto in Perillis)‏ هي بلدية في مقاطعة لاكويلا في إقليم أبروتسو الإيطالي.

## السكان
في سنة 1861 بلغ عدد السكان 668 نسمة، وتطور العدد ليصل في سنة 2011 لـ 127 نسمة.
يظهر هذا المخطط البياني تطور النمو السكاني لـ سان بنديتو في بريليس